# Tera Cora (Bonaire)
Tera Cora (Papiaments: Tera Kòrá) is een wijk van Kralendijk in Bonaire. De wijk bevindt zich bij het vliegveld. Tijdens de slavernijperiode werd het dorp Mundo Nobo (de nieuwe wereld) genoemd. De naam Mundu Nobo is blijven bestaan tot aan het begin van de 20ste eeuw, toen die veranderde in Tera Kòrá (Tera Còrá). Het dorp Tera Kòrá, is zo genoemd omdat de grond daar rood van kleur is. Het leven bestond hier van oudsher uit het werken op de kunuku, het leven van de zee en het werken in de zoutpannen.

## Geschiedenis
De West-Indische Compagnie opereerde zoutmijnen in het zuiden van Bonaire, maar de compagnieslaven waren gehuisvest in Rincon, en de afstand tussen beide plaatsen was te groot. In februari 1850 verplaatste Jan Schotborgh Claaszoon, de commandeur van Bonaire, 45 families naar Mundo Nobo. In 1856 brak een cholera-epidemie uit in Rincon. De commandeur besloot de gezonden te verplaatsen naar Tera Cora met als gevolg dat het hele eiland besmet raakte, en meer dan 100 mensen stierven aan de cholera.
In 1863 werd de slavernij afgeschaft, en werden de zoutpannen gesloten, omdat het zonder slavernij niet rendabel was. De inwoners van het dorp hielden zich na vrijmaking voornamelijk bezig met de visserij. In het begin van de 20e eeuw werd de naam gewijzigd naar Tera Cora wat rode aarde betekent. De dorpen rond Kralendijk groeiden aanelkaar, en worden tegenwoordig beschouwd als wijken van Kralendijk. In 1943 begon de constructie van Bonaire International Airport in Tera Cora.
Boven Bolivia · Kralendijk (Antriol · Belnem · Nikiboko · Tera Cora) · Rincon